# Karmelitánské kláštery v Paříži
Karmelitánské kláštery v Paříži byly konventy řádu karmelitánů, kterých bylo v Paříži během dějin města několik.

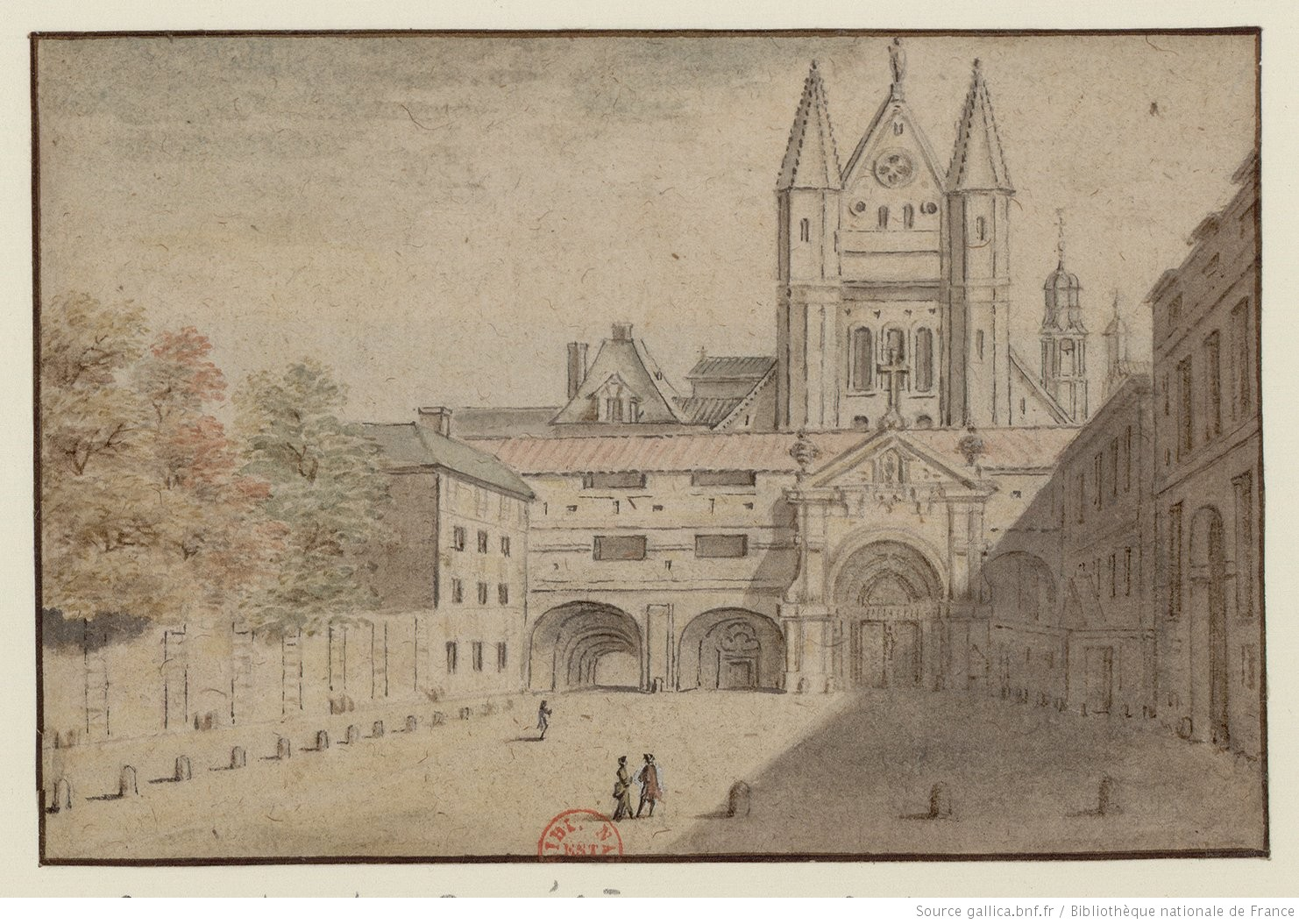
Karmelitánský klášter, Rue Saint-Jacques

## Klášter u Port Saint-Paul (1254–1309)
Karmelitáni (fr. carmes) se v Paříži usadili již ve 13. století. Prvních šest řádových bratří přišlo v roce 1254 spolu s francouzským králem Ludvíkem IX. při jeho návratu ze šesté křížové výpravy. První klášter s malým kostelem vybudovali karmelitáni s podporou krále na pravém břehu Seiny v záplavami ohrožované čtvrti Marais, nedaleko přístavu Port Saint-Paul (dnešní Port des Céléstins). Nacházel se mimo městské hradby v prostoru dnešní ulice Rue de l'Ave-Maria ve 4. obvodu. V jeho bezprostřední blízkosti avšak již uvnitř hradeb usídlil Ludvík IX. v roce 1258 společenství flanderských bekyní.
Postupná zchátralost budov a nebezpečí častých záplav přiměly karmelitány, aby přesídlili na bezpečnější místo.

## Klášter na Montagne Sainte-Geneviève (1317–1790)
V letech 1309-1317 i díky daru Filipa IV. Sličného vystavěli v dolní části ulice Rue de la Montagne-Sainte-Geneviève v 5. obvodu na severním svahu Montagne Sainte-Geneviève nový klášter. Klášter měl kostel Notre-Dame du Mont Carmel. Nákupem okolních pozemků se rychle rozšiřoval. Ve druhé polovině 18. století se nacházel v prostoru mezi dnešním Boulevardem Saint-Germain, Rue de la Montagne-Sainte-Geneviève, Rue du Sommerard a Rue des Carmes. Během Velké francouzské revoluce byl klášter v roce 1790 zrušen a v roce 1811 zbořen.
V klášteře byli pohřbeni:
- 1441: Markéta Burgundská, nejstarší dcera Jana Nebojácného a vdova po dauphinovi Ludvíkovi z Guyenne
- 1555: Oronce Finé, matematik a kartograf
- 1568: Gilles Corrozet, tiskař, historik a básník

## Klášter bosých karmelitánů v ulici Rue de Vaugirard (1616–1792)
V roce 1611 přišli do Paříže z Itálie první bosí karmelitáni a obdrželi dům v ulici Rue Cassette. V roce 1613 byl v ulici Rue de Vaugirard č. 70 položen základní kámen nového, většího kláštera a Marie Medicejská téhož roku položila základní kámen klášterního kostela. Budovy byly dokončeny v roce 1616 a kostel byl dostavěn 21. prosince 1620 a 21. prosince 1625 jej Léonor d'Etampes-Valençay, biskup ze Chartres zasvětil svatému Josefovi. Klášter byl zrušen v roce 1792.

## Klášter reformovaných karmelitánů v ulici Rue des Archives (1633–1790)
V roce 1633 byl přenechán reformovaným karmelitánům, kteří přišli z Rennes, středověký klášter Billettes. Tehdejší klášterní komplex se rozkládal mezi dnešními ulicemi Rue des Archives, Rue Sainte-Croix-de-la-Bretonnerie, Rue de la Verrerie a Rue de Moussy. Nový klášterní kostel byl vystavěn v letech 1756-1758. Klášter byl uzavřen během Velké francouzské revoluce v roce 1790.

## Ženské kláštery
Klášter karmelitánek byl založen díky daru ovdovělé vévodkyně z Longueville v roce 1603 v ulici Rue Saint-Jacques č. 284 a od roku 1617 v dnešní ulici Rue Chapon č. 62-64. V roce 1657 vznikl v ulici Rue Coquillière č. 29 filiální klášter, který v roce 1663 získal samostatnost a roku 1688 přesídlil do ulice Rue de Grenelle č. 122.

## Současný klášter karmelitánů
V roce 1925 se karmelitáni usídlili v ulici Villa de la Réunion č. 5 v 16. obvodu. V únoru 2009 si společenství dočasně pronajalo budovu v majetku pařížské diecéze, která ležela vedle baziliky Sacré-Cœur v ulici Cité du Sacré-Coeur č. 4 v bezprostředním sousedství kláštera karmelitánek na ulici Rue du Chevalier de la Barre. Přesídlení následovalo po prodeji sídla v 6. obvodu v říjnu předchozího roku řádu maristenpatres. Renovace nového sídla karmelitánů byla dokončena v roce 2011 v rámci 400. výročí povolení prvního kláštera bosých karmelitánů pařížským parlamentem.